# روبرتو جيل
روبرتو جيل (بالإسبانية: Roberto Gil)‏ هو لاعب كرة قدم إسباني، ولد في 30 يوليو 1938 في بطرنة في إسبانيا، وتوفي في 5 أغسطس 2022 في Riba-roja de Túria ‏ في إسبانيا. لعب مع فالنسيا ميستايا.

## وصلات خارجية
- روبرتو جيل على موقع قاعدة بيانات كرة القدم.إي يو (الإنجليزية)
- روبرتو جيل على موقع عالم كرة القدم.نت (الإنجليزية)